# جیمز استور (ویرجینیا)
جیمز استور (به انگلیسی: James Store) یک منطقهٔ مسکونی در ایالات متحده آمریکا است که در شهرستان گلاستر، ویرجینیا واقع شده‌است. جیمز استور ۱۳٫۱۱ متر بالاتر از سطح دریا واقع شده‌است.